# Groslée-Saint-Benoît
Groslée-Saint-Benoît es una comuna francesa situada en el departamento de Ain, de la región de Auvernia-Ródano-Alpes.

## Historia
Fue creada el 1 de enero de 2016, en aplicación de una resolución del prefecto de Ain de 30 de diciembre de 2015 con la unión de las comunas de Groslée y Saint-Benoît, pasando a estar el ayuntamiento en la antigua comuna de Saint-Benoît.

## Demografía
| Gráfica de evolución demográfica de Groslée-Saint-Benoît entre 1800 y 2018 |
|                                                                            |

Los datos entre 1800 y 2013 son el resultado de sumar los parciales de las dos comunas que forman la comuna de Groslée-Saint-Benoît, cuyos datos se han cogido de 1800 a 1999, para las comunas de Groslée y Saint-Benoît de la página francesa EHESS/Cassini. Los demás datos se han cogido de la página del INSEE.

## Composición
| Comuna delegada | Código INSEE | Población (2013) | Superficie (km²) | Densidad (hab./km²) |
| --------------- | ------------ | ---------------- | ---------------- | ------------------- |
| Groslée         | 01182        | 361              | 7.27             | 50                  |
| Saint-Benoît    | 01338        | 819              | 21.65            | 38                  |